# Moody Blue
Moody Blue es el quincuagésimo octavo y último álbum de estudio del músico y cantante estadounidense Elvis Presley, publicado por la compañía discográfica RCA Victor en julio de 1977. El álbum, publicado apenas un mes antes del fallecimiento del músico, recopila material inédito procedente de varias sesiones de grabación: cuatro temas son de la última sesión de grabación realizada por Presley en octubre de 1976, mientras que otras dos canciones, «Moody Blue» y «She Thinks I Still Care», proceden de las sesiones organizadas en Graceland en febrero de 1976. 
Moody Blue obtuvo un notable éxito comercial al coincidir su lanzamiento con la muerte prematura de Presley. Al respecto, alcanzó el primer puesto en Nueva Zelanda y llegó a la tercera posición tanto en los Estados Unidos como en el Reino Unido, la mejor posición para un trabajo de Presley desde el lanzamiento de Aloha from Hawaii Via Satellite. 
Además, fue certificado doble disco de platino por la Recording Industry Association of America al superar los dos millones de copias vendidas en su país natal.

## Contenido
Tal y como se describe en el libro Elvis: The Illustrated Record, RCA no era capaz de obtener suficiente material nuevo de estudio para completar un álbum, con todas salvo dos grabaciones de las sesiones de 1976 utilizadas en su anterior trabajo, From Elvis Presley Boulevard, Memphis, Tennessee, o publicadas como sencillos. Debido a ello, la compañía discográfica decidió aumentar el álbum con tres grabaciones en directo, realizadas en Ann Arbor, Míchigan el 24 y 26 de abril de 1977, que fueron sobregrabadas para su inclusión en Moody Blue. Una de las grabaciones en directo fue una versión de «Unchained Melody», que el propio Presley canta al piano, mientras que la segunda fue una versión de «Let Me Be There», publicada tres años antes en el álbum Elvis: As Recorded Live On Stage In Memphis. 
RCA y el productor Felton Jarvis habían reservado tiempo para una sesión de grabación en Nashville, Tennessee para enero de 1977, con el fin de grabar nuevas canciones para Moody Blue. Presley había escogido varias canciones para grabar con la ayuda de Jarvis, mayoritariamente de temática country.  
Sin embargo, Presley no llegó a aparecer en el estudio, afirmando que estaba enfermo en casa, una excusa que el músico frecuentaba durante la década de 1960 para evitar grabar bandas sonoras de las películas que protagonizaba. Debido a ello, Jarvis y RCA no tuvieron otra opción más que utilizar las grabaciones en directo para rellenar el álbum. 
Moody Blue produjo tres sencillos: el primero, la canción «Moody Blue», fue publicada como sencillo en diciembre de 1976 y alcanzó el primer puesto en la lista Billbiard Country Singles Chart y el 31 en la lista de canciones pop. Un segundo sencillo, «Way Down», fue publicado en verano de 1977, y aunque en principio no obtuvo un notable éxito, tras la muerte de Elvis en agosto llegó al primer puesto en la lista UK Singles Chart. Un tercer sencillo, «Unchained Melody», alcanzó el puesto seis en la lista de country.
En 2000, Moody Blue fue remasterizado y reeditado con una revisión del diseño de portada, que incluyó una fotografía distinta de Elvis, con la ausencia de «Let Me Be There», debido a su inclusión en Elvis: As Recorded Live On Stage In Memphis, y la adición del álbum From Elvis Presley Boulevard, Memphis, Tennessee tras las canciones de Moody Blue.
En 2005 la versión remasterizada de Way Down alcanzó el Top 10 del UK Chart convirtiéndose en un nuevo éxito y en la 76.ª canción del artista en lograr posicionarse en ese chart, siendo Elvis Presley el músico con más éxitos en el Top 10 británico seguido por Cliff Richard en segundo lugar y Madonna en tercero.

## Lista de canciones
| Cara A |                                                                       |                             |          |  |
| N.º    | Título                                                                | Escritor(es)                | Duración |  |
| 1.     | «Unchained Melody»                                                    | Alex North, Hy Zaret        | 2:32     |  |
| 2.     | «If You Love Me (Let Me Know)»                                        | John Rostill                | 2:57     |  |
| 3.     | «Little Darlin'»                                                      | Maurice Williams            | 1:52     |  |
| 4.     | «He'll Have to Go»                                                    | Joe Allison, Audrey Allison | 4:28     |  |
| 5.     | «Let Me Be There» (del álbum Elvis Recorded Live on Stage in Memphis) | John Rostill                | 3:26     |  |

| Cara B |                           |                                 |          |  |
| N.º    | Título                    | Escritor(es)                    | Duración |  |
| 1.     | «Way Down»                | Layng Martine, Jr.              | 2:37     |  |
| 2.     | «Pledging My Love»        | Don Robey, Ferdinand Washington | 2:50     |  |
| 3.     | «Moody Blue»              | Mark James                      | 2:49     |  |
| 4.     | «She Thinks I Still Care» | Dickey Lee                      | 3:49     |  |
| 5.     | «It's Easy for You»       | Andrew Lloyd Webber, Tim Rice   | 3:26     |  |

## Personal
- Elvis Presley: voz, guitarra y piano.
- The Sweet Inspirations, Sherrill Nielson, Kathy Westmoreland, J.D. Sumner & The Stamps, Myrna Smith - coros
- Bergen White - orquestación

## Posición en listas
| País           | Lista                        | Posición |
| -------------- | ---------------------------- | -------- |
| Canadá         | Canadian Albums Chart        | 2        |
| Estados Unidos | Billboard Pop Albums         | 3        |
| Estados Unidos | Billboard Top Country Albums | 1        |
| Reino Unido    | UK Albums Chart              | 3        |